# Воронкова Лідія Григорівна
Лідія Григорівна Воронкова (нар. 1936, село Дніпровка, тепер Кам'янсько-Дніпровського району Запорізької області — ?) — українська радянська діячка, ланкова-овочівник радгоспу «Дніпровський» Кам'янсько-Дніпровського району Запорізької області. Депутат Верховної Ради СРСР 9-го скликання.

## Біографія
Народилася в селянській родині. Освіта неповна середня: у 1952 році закінчила семирічну школу.
У 1952—1955 роках — робітниця будівельно-монтажного управління № 5 міста Кам'янка-Дніпровська Запорізької області.
У 1955—1964 роках — доярка колгоспу, робітниця радгоспу «Дніпровський» села Дніпровка Кам'янсько-Дніпровського району Запорізької області.
З 1964 року — ланкова-овочівник радгоспу «Дніпровський» села Дніпровка Кам'янсько-Дніпровського району Запорізької області.

## Нагороди
- два ордени Леніна
- медаль «За доблесну працю. В ознаменування 100-річчя з дня народження Володимира Ілліча Леніна» (1970)
- медалі